# Игор Лапшин
Игор Олегович Лапшин  (рус. Игорь Олегович Лапшин; Минск, 8. август 1963) бивши је совјетски и белоруски атлетичар специјалиста троскок.
У другој половини 1980-их под заставом СССР учествује на Олимпијским играма 1988. освијио је друго место у троскоку иза представника Бугарске Христе Маркова. Почетком сезоне 1990. године, доминирао је на Европском првенству у дворани у Глазгову резултатом 17,14 м. Исте године трећи је на Европском првенству на отвореном у Сплиту. иза највећи противника сународника Леонида Волошина и Христе Маркова. Године 1991, у Севиљи, Игор Лапшин постаоје светски првак у дворани троскоком од 17,31 метар, победивши Леонида Волошина.
Победио је и на Летњој универзијади 1989. у Дуизбургу резултатом 7,40 метара.
Његов лични рекорд је 17,69 м на отвореном (Минск, 1988) и 17,31 м у дворани (Севиља, 1991).
Представљајући нову независну Беларусију, Лапшин се такмичио на Светском првенству 1993. али се није квалификовао у финале. Након завршетка такмичарске каријере, Лапшин је радио као атлетски тренер и као селектор белоруски репрезентације..